# Werner Ihmels
Carl Werner Ihmels (* 14. Januar 1926 in Leipzig; † 25. Juni 1949 in Bautzen) war ein deutscher Student der evangelischen Theologie. Er gehörte dem christlichen Widerstand im  Nationalsozialismus und der Sowjetischen Besatzungszone an. Er starb an den Folgen einer von einem sowjetischen Militärtribunal verhängten Zuchthausstrafe.

## Leben
Ihmels entstammt einer angesehenen protestantischen Theologenfamilie. Er wurde 1926 als Sohn des Missionsdirektors Carl Heinrich Ihmels und Enkel des ersten sächsischen Landesbischofs Ludwig Ihmels geboren. Er hatte fünf Geschwister. Wie seine Brüder Ludwig (* 18. August 1920) und Johannes (* 6. August 1921) war er Schüler des Königin-Carola-Gymnasiums. Später besuchte er bis 1944 die humanistische Thomasschule zu Leipzig. Bereits dem Nationalsozialismus stand er ablehnend gegenüber und war seit 1936 Mitglied eines illegalen Schülerbibelkreises. Nach dem Abitur begann er ein evangelisches Theologiestudium an der Universität Leipzig. Kurz vor Kriegsende wurde er als Flakhelfer eingesetzt und zur Wehrmacht eingezogen.
Der Theologie-Professor Jens Herzer kommentierte Ihmels Orientierung mit den Worten:

„Wie viele junge Menschen suchte er nach der Katastrophe der nationalsozialistischen Diktatur nach einem Neuanfang für sich und für seine Altersgenossen.“

Er wurde 1945 Mitglied der CDU. Auf Wunsch seiner Parteifreunde hielt er 1946 eine programmatische Rede. Im selben Jahr trat er in die FDJ ein, die er als freie und demokratische Organisation betrachtete. 1947 kandidierte er als Verbindungsmann der Evangelisch-Lutherischen Landeskirche Sachsens bei der FDJ-Landesleitung Sachsen. Er geriet in Konflikt mit dem damaligen 1. Sekretär des Zentralrats der Freien Deutschen Jugend der DDR Erich Honecker. Ihmels lehnte die politische Indoktrination der Jugend durch die staatlich gelenkte Jugendpolitik der Sowjetischen Besatzungszone ab und versuchte dem durch seine Arbeit in einem Bibelkreis im Leipziger Missionshaus entgegenzuwirken. Zu seinen Leidensgenossen gehörten der Schüler Horst Krüger, der Jura-Student Wolfgang Weinoldt und der Historiker Hermann Mau. Es bestand weiterhin Kontakt zum LDP-Funktionär Manfred Gerlach, dem später Denunziation der Jugendgruppe vorgehalten wurde. Ihr Versuch war es, Informationen über die Lebensumstände in der SBZ an die Londoner Konferenz (1947) der Siegermächte weiterzuleiten. Seine Familie riet ihm, die SBZ zu verlassen und sein Studium an der Eberhard Karls Universität Tübingen fortzusetzen.
Er wurde jedoch am 11. September 1947, dem Tag seiner Abreise, auf dem Leipziger Hauptbahnhof vom NKWD verhaftet. Damit gehörte er nach den Festnahmen von Edmund Bründl, Otto Gallus, Luise Langendorf und Karl Schwarze zur zweiten Verhaftungswelle. Anschließend wurden Werner Ihmels, Horst Krüger und Wolfgang Weinoldt im Gefängnis Münchner Platz Dresden interniert. Hermann Mau wurde freigesprochen. Ihmels und Krüger wurden vom sowjetischen Militärtribunal wegen „Spionage“ und „illegaler Gruppenbildung“ (Art. 58-6 und Art. 58-11 des Strafgesetzbuches der RSFSR) zu 25 und Weinoldt zu 15 Jahren „Besserungshaft“ verurteilt und in den Justizvollzugsbereich des Sowjetischen Militärtribunals (SMT) des Speziallagers 4 (Bautzen I, „Gelbes Elend“) verbracht. Dort starb Ihmels am 25. Juni 1949 nach einem fehlgeschlagenen medizinischen Eingriff an Lungentuberkulose, einer Folge der dortigen extremen Haftbedingungen. Die anderen mit ihm Verurteilten wurden erst nach mehreren Jahren entlassen.

## Rehabilitierung und Würdigung
Am 5. April 1995 wurden Werner Ihmels sowie die Mitverurteilten Horst Krüger und Wolfgang Weinholdt von der Militäroberstaatsanwaltschaft der Russischen Föderation rehabilitiert.
Die Universität Leipzig, deren Archiv 1999 von Folkert Ihmels den Nachlass seines Bruders Werner erhielt, veranstaltete im Juni 1999 zur Erinnerung an Ihmels eine Ausstellung in der Nikolaikirche.
In Leipzig im Stadtteil Anger-Crottendorf wurde im April 2001 eine Straße nach Werner Ihmels benannt.
Vor dem Landgericht Leipzig fand im Jahr 2002 ein Verfahren gegen Manfred Gerlach, den letzten Staatsratsvorsitzenden der DDR statt, in dem dieser beschuldigt wurde, die Gruppe Ihmels und weitere Personen beim NKWD denunziert zu haben. Das Verfahren wurde jedoch wegen Verjährung eingestellt.
Auf der 1. Werner-Ihmels-Gedenkvorlesung im Jahr 2009 an der Universität Leipzig, an der auch Joachim Gauck einen Vortrag hielt, fasste der Dekan der Theologischen Fakultät Jens Herzer folgendermaßen zusammen:

„Der letzte Grund für die Inanspruchnahme der Freiheit war Ihmels' christlicher Glaube. Als man ihn 1947 verhaftete, stand die Glaubens-, Gewissens- und Meinungsfreiheit in der Sowjetischen Besatzungszone und an der Universität schon längst auf dem Spiel, und mit ihr ging schon bald auch die Freiheit der Wissenschaft dahin. Was Werner Ihmels tat, erforderte Mut, einen Mut, den so viele an unserer Universität nicht hatten.“

## Filme
- Kreuz und Blauhemd. Christen und die FDJ. Film von Detlef Urban, MDR/2006.